# Liste von Schwesternfriedhöfen
In dieser Liste sind Schwesternfriedhöfe aufgeführt, also Friedhöfe, auf denen vor allem verstorbene Schwestern – Ordensschwestern oder Nonnen – bestattet wurden.

## Liste von Schwesternfriedhöfen (Auswahl)

### Deutschland
| Bezeichnung                                    | Bild           | Standort                                                                                 | Weitere Informationen |
| ---------------------------------------------- | -------------- | ---------------------------------------------------------------------------------------- | --- |
| Schwesternfriedhof Heiligenbronn               |                | Heiligenbronn (= Stadtteil von Schramberg, Landkreis Rottweil, Baden-Württemberg) (Lage) | siehe Kloster Heiligenbronn |
| Schwesternfriedhof Dernbach                    | weitere Bilder | Dernbach beim Aloysia Löwenfels Haus (bei Montabaur; Westerwaldkreis, Rheinland-Pfalz)   | Schwesternfriedhof der Armen Dienstmägde Jesu Christi in Dernbach bei Montabaur                                                                                   |
| Schwesternfriedhof Klosterwald                 |                | Ottobeuren, ehemaliges Kloster Klosterwald                                               | Friedhof der Maria-Ward-Schwestern |
| Schwesternfriedhof des Franziskushauses Essen  | weitere Bilder | Essen-Bedingrade                                                                         | |
| Schwesternfriedhof Untermarchtal               |                | Untermarchtal, Margarita-Linder-Straße (Lage)                                            | |
| Schwesternfriedhof Kloster Arenberg            |                | Koblenz, Stadtteil und Wallfahrtsort Arenberg, Kloster Arenberg                          | siehe kloster-arenberg.jimdofree.com |
| Schwesternfriedhof Witten                      |                | Witten                                                                                   | siehe Schwesternfriedhof Diakoniewerk Ruhr Witten und Schwesternfriedhof der Diakonissen in Witten                                                                |
| Schwesternfriedhof Waldbreitbacher Klosterberg |                | Waldbreitbach                                                                            | siehe Waldbreitbacher Franziskanerinnen: Schwesternfriedhof auf dem Waldbreitbacher Klosterberg                                                                   |
| Schwestern-Friedhof Kloster Schwanberg         |                | Schwanberg (= Ortsteil von Rödelsee, Landkreis Kitzingen, Bayern)                        | siehe Schwestern-Friedhof evangelisches Kloster Schwanberg |
| Schwesternfriedhof Viehhausen                  |                | Viehhausen (= Gemeindeteil der Gemeinde Sinzing im Oberpfälzer Landkreis Regensburg)     | siehe Schwesternfriedhof - Rosenfriedhof / Rosenfriedhof-1 – OGV-Viehhausen                                                                                       |
| Schwesternfriedhof Schwäbisch Hall             |                | Schwäbisch Hall, Wichernweg (Lage)                                                       | siehe Die letzten Diakonissen: Was aus der Frauen-Lebensgemeinschaft am Haller Diak wurde                                                                         |
| Schwesternfriedhof Schmallenberg               |                | Schmallenberg (Hochsauerlandkreis, Nordrhein-Westfalen)                                  | Schwesternfriedhof Kloster Grafschaft |
| Schwesternfriedhof Coesfeld                    |                | Coesfeld                                                                                 | siehe snd-europa.de |
| Schwesternfriedhöfe in Frechen-Königsdorf      |                | Frechen-Königsdorf                                                                       | Im Park des St.-Elisabeth-Heims in Frechen-Königsdorf gibt es zwei Schwesternfriedhöfe, siehe Frechen-Königsdorf – Die Schwesternfriedhöfe. Ein Film von René Zey |
| Priester- und Schwesternfriedhof in Bad Ems    |                | Bad Ems                                                                                  | siehe Priester- und Schwesternfriedhof neu gestaltet |
| Schwesternfriedhof Hannover-Kirchrode          |                | Hannover-Kirchrode, Ostfeldstraße 12                                                     | siehe „Pfad der Erinnerung.“ Ein Frauengedenkort auf dem Schwesternfriedhof der Henriettenstiftung                                                                |
| Schwesternfriedhof Dremmen                     |                | Dremmen (Stadtteil von Heinsberg), auf dem Friedhof an der Glockenlandstraße (Lage)      | siehe Friedhofanlagen in der Stadt Heinsberg. Schwesternfriedhof in Dremmen                                                                                       |

### Weitere
| Bezeichnung                           | Bild           | Standort                                                       | Staat                    | Weitere Informationen                                                                                           |
| ------------------------------------- | -------------- | -------------------------------------------------------------- | ------------------------ | --- |
| Schwesternfriedhof Schloss Bloemendal | weitere Bilder | Vaals (Provinz Limburg (Niederlande))                          | Niederlande              | |
| Schwesternfriedhof Breitenfurt        | weitere Bilder | Breitenfurt bei Wien (Bezirk Mödling, Niederösterreich) (Lage) | Österreich               | siehe auch Liste der denkmalgeschützten Objekte in Breitenfurt bei Wien                                         |
| Schwesternfriedhof Döbling            |                | Döbling (= 19. Wiener Gemeindebezirk)                          | Österreich               | auf dem Döblinger Friedhof                                                                                      |
| Schwesternfriedhof Schellenberg       | weitere Bilder | Schellenberg (Lage)                                            | Fürstentum Liechtenstein | Der Schwesternfriedhof des Frauenklosters Schellenberg                                                          |
| Schwestern-Friedhof Dingle            |                | Dingle (County Kerry) (Lage)                                   | Irland                   | siehe Der Schwestern-Friedhof im Diseart Center of Irish Spirituality and Culture, Dingle, County Kerry, Irland |
| Schwesternfriedhof Ingenbohl          |                | Ingenbohl (Kanton Schwyz)                                      | Schweiz                  | Schwesternfriedhof des Klosters Ingenbohl, siehe Ingenbohl - Kapelle auf dem Schwesternfriedhof                 |